# Dansbandens dag
Dansbandens dag startade 2004 ett årligt temaevenemang den första söndagen i september på  Liseberg i Göteborg. Olika dansband spelar och sjunger, och dans anordnas.

## Medverkande

### 2005
- Face-84
- Flamingokvintetten
- Ove Pilebos
- Streaplers
- Jenny Saléns
- Date
- Barbados
- Gamblers
- Sounders
- Arvingarna

### Fotnoter
1. ↑  Johan Rylander (4 september 2005). ”Dansbandens dag får alla att skratta” (på svenska). Göteborgsposten. http://www.gp.se/kultur/dansbandens-dag-f%C3%A5r-alla-att-skratta-1.1146765. Läst 15 oktober 2018.